# ملاسالار (سقز)
قرية ملاسالار (بالكردية: مەلاسالار) هي إحدى القرى التابعة لـتيله کو في ريف قسم زيويه من مقاطعة سقز، في محافظة كردستان الإيرانية.

## السكان
حسب إحصاءات سنة 2006، بلغ إجمالي السكان في ملاسالار 229 نسمة وعدد المساكن 35 مسكن. لغة سكان ملاسالار هي اللغة الكردية و هم من أهل السنة والجماعة والمذهب الشافعي.